# Łęki Dolne
Łęki Dolne – wieś w Polsce, położona w województwie podkarpackim, w powiecie dębickim, w gminie Pilzno.
Leży nad rzeką Dulcza.
W latach 1954–1972 wieś należała i była siedzibą władz gromady Łęki Dolne. W latach 1975–1998 wieś administracyjnie należała do województwa tarnowskiego.
W Łękach Dolnych znajduje się zespół szkół podstawowych i gimnazjalnych.

## Integralne części wsi
| SIMC    | Nazwa        | Rodzaj    |
| ------- | ------------ | --------- |
| 0826119 | Paryż        | część wsi |
| 0826125 | Podlesie     | część wsi |
| 0826131 | Pogwizdów    | część wsi |
| 0826148 | Wierzchowina | część wsi |
| 0826154 | Wygoda       | część wsi |

## Zabytki
Cmentarz wojenny nr 239 – Łęki Dolne